# Salida al Mar
Das lateinamerikanische Poesiefestival Salida al Mar wurde 2004 in Buenos Aires von Christian de Nápoli, Washington Cucurto, Elizabeth Neira und Timo Berger gegründet. Es fand bis zum Jahr 2011 jährlich mit der Unterstützung der Casa de la Poesía in der argentinischen Hauptstadt statt. Ziel war es, vor allem jüngere Lyriker aus ganz Lateinamerika vorzustellen. 
Im Jahr 2004 waren Autoren aus Chile, Peru, Uruguay, Brasilien und Argentinien eingeladen, u. a. Martín Gambarotta, Martín Rodriguez, Laura Wittner, María Medrano, Rodolfo Edwards (Argentinien), Guilherme Zarvos, Pablo Fichtener (Brasilien), Pablo Paredes, Héctor Hernández (Chile) und Roxana Crisólogo (Peru). 
2005 waren unter den mehr als 50 geladenen Dichtern auch Autoren aus Bolivien und Mexiko (Hernán Bravo Varela, Rocío Cerón). Ausgehend vom Salida al Mar entstanden vergleichbare Veranstaltungen in anderen lateinamerikanischen Ländern, dazu gehören Poquita Fé in Chile, Estoy Afuera in Mexiko und in Peru Joven Novíssima Verba. 2006 präsentierte das Festival erstmals Dichter aus Kolumbien und Venezuela.
2011 wurde das Festival eingestellt.